# Sympetrum pedemontanum
Sympetrum pedemontanum es una especie de insecto odonato de la familia Libellulidae oriundo de la Eurasia paleártica templada, no árida.

## Descripción
Los machos, como la mayoría de los miembros del género, tienen un abdomen rojo. Rasgo distintivo principal de la especie es la presencia, en ambos sexos, de anchas bandas negras en la parte exterior de cada ala. Es similar en tamaño a Sympetrum danae (35-40 mm), teniendo en común las amplias alas posteriores y patas negras.
Su aleteo es débil y bajo, no siendo muy diferente al de S. danae pero a diferencia de este, con frecuencia se posa en las puntas de los tallos en lugar del suelo. Es difícil de ver.

## Distribución
Esta especie es residente en Europa continental. Su principal área de cría se encuentra en el sudeste del continente, especialmente en altitudes medias, aunque parece estar extendiéndose hacia el oeste.
Cabe mencionar que a medidos de agosto de 1995 se avistó una única vez en Gales, en las islas británicas durante su migración.